# Marcia Beach
Der Marcia Beach ist ein Strand auf der Insel Heard im südlichen Indischen Ozean. Er liegt südöstlich des Cape Pillar.
Namensgeber ist für den Strand der US-amerikanische Robbenfänger Marcia aus New London, Connecticut, der von 1853 bis 1856 in den Gewässern um Heard operierte.